# نايتس آند ويك إندز
ليالي وعطلات نهاية الأسبوع (بالإنجليزية: Nights and Weekends)‏ هو فيلم رومانسي أُنتج في الولايات المتحدة وصدر في سنة 2008 شارك في الإخراج والإنتاج جو سوانبرج وجريتا جيرويج.الفيلم يتبع علاقة بعيدة المدى وتداعياتها.

## قصة
يروي الفيلم علاقة بعيدة المدى بين شخصين يعيش أحدهما في شيكاغو والآخر في مدينة نيويورك. يتبع النصف الأول من الفيلم علاقتهما بينما يركز النصف الثاني على حلها واحتمال استمرارها، والتي تحدث بعد عام من أحداث النصف الأول من الفيلم.

## الممثلين
- أليسون باجنال
- إليزابيث دونيوس
- جاي دوبلاس
- جريتا جيرويج
- كينت أوزبورن
- لين شيلتون
- إلين ستاج
- جو سوانبرج

## إنتاج
صُوّر النصف الثاني من الفيلم بعد عام من النصف الأول، مما يعكس الجدول الزمني للقصة.

## العرض
عُرض لأول مرة في ساوث باي ساوث واست وعُرض ضمن مهرجانات مثل مهرجان ماريلاند السينمائي، وصدر في الولايات المتحدة في 10 أكتوبر 2008.

## الميزانية والإيرادات
حقق الفيلم إيرادات تقدر بـ 5430 دولار

## روابط خارجية
- نايتس آند ويك إندز على موقع IMDb (الإنجليزية)
- نايتس آند ويك إندز على موقع ميتاكريتيك (الإنجليزية)
- نايتس آند ويك إندز على موقع روتن توميتوز (الإنجليزية)
- نايتس آند ويك إندز على موقع ألو سيني (الفرنسية)
- نايتس آند ويك إندز على موقع Turner Classic Movies (الإنجليزية)
- نايتس آند ويك إندز على موقع أول موفي (الإنجليزية)
- نايتس آند ويك إندز على موقع بوكس أوفيس موجو (الإنجليزية)
- نايتس آند ويك إندز على موقع قاعدة بيانات الفيلم (الإنجليزية)
- نايتس آند ويك إندز على موقع ليتربوكسد (الإنجليزية)
- نايتس آند ويك إندز على موقع كينوبويسك (الروسية)